# Nitrososphaeraceae
Famille
Genres de rang inférieur
- Nitrososphaera

Les Nitrososphaeraceae sont une famille d'archées de l'ordre des Nitrososphaerales.